# Starý Mlýnec
Starý Mlýnec je místní část obce Ploskovice v okrese Litoměřice. Nachází se asi 4 km na severovýchod od Ploskovic. V roce 2011 zde trvale žilo 23 obyvatel a v roce 2017 bylo evidováno 28 adres.
Starý Mlýnec leží v katastrálním území Vinné o výměře 2,52 km².

## Historie
První zmínka se objevuje již v roce 993 v zakládací listině Břevnovského kláštera, ale oficiálně potvrzená existence je až roku 1115. Jde tedy o jednu z nejstarších osad býčkovického panství. V roce 1654 zde byli tři sedláci, dvě chalupy, krčma a mlýn. V roce 1833 zde stálo čtrnáct čísel popisných, ve který žilo 81 obyvatel. Převládala žitná a pšeničná pole, sadařství a chmelařství.

## Obyvatelstvo
|           | 1869 | 1880 | 1890 | 1900 | 1910 | 1921 | 1930 | 1950 | 1961 | 1970 | 1980 | 1991 | 2001 | 2011 |
| --------- | ---- | ---- | ---- | ---- | ---- | ---- | ---- | ---- | ---- | ---- | ---- | ---- | ---- | ---- |
| Obyvatelé | 98   | 94   | 82   | 72   | 84   | 78   | 69   | 37   | .    | .    | .    | .    | .    | 23   |
| Domy      | 15   | 17   | 17   | 17   | 17   | 17   | 17   | 7    | .    | .    | .    | .    | .    | 8    |